# Cesson-Sévigné
Cesson-Sévigné é uma comuna francesa na região administrativa da Bretanha, no departamento Ille-et-Vilaine. Estende-se por uma área de 32,17 km². Em 2010 a comuna tinha 17 853 habitantes (densidade: 555 hab./km²).